# Al-Ahly Sporting Club
O Al-Ahly Sporting Club (em árabe: النادي الأهلي لكرة القدم), mais conhecido como Al-Ahly, é um clube de futebol profissional egípcio da cidade do Cairo, que disputa a Egyptian Premier League. 
Al-Ahly, que significa "O Nacional" em português, é o clube mais coroado em seu país, depois de ter ganho 45 títulos da liga e a 39 vezes a Copa do Egito. É o clube mais bem sucedido da África, tendo ganho 12 vezes a Liga dos Campeões da CAF, oito vezes a Supercopa da CAF e quatro vezes a Recopa Africana (antecessora da atual Copa das Confederações da CAF), sendo recordista dos três primeiros torneios citados. Com 26 títulos oficiais é o segundo maior do mundo em quantidade, atrás somente do Real Madrid da Espanha com 33 conquistas. O Al-Ahly foi nomeado em 2000 pela Confederação Africana de Futebol (CAF) como o "clube africano do século".
Al-Ahly tem uma rivalidade acirrada com seu vizinho regional, o Zamalek, que se manifesta no dérbi do Cairo. Sendo este time o segundo maior em conquistas em torneios da CAF. O Al-Ahly é um dos clubes mais populares do mundo. A FIFA estima entre 30 a 39 milhões de torcedores.

## História

### Sobre a equipe
Al-Ahly foi fundado em Abril de 1907, quando a primeira reunião foi realizada no dia 24 do mesmo mês. Egipto na altura era governado por quediva Abbas Helmi II, e ocupada pelo regime britânico e, como resultado provocou tensão nacional.
Al-Ahly clube foi criado um par de anos após a High School Students Clube foi criado em 1905. O Ahly Club foi inicialmente a ideia de Omar Bey Lotfi, que passou a induzir a ideia de seus amigos. No dia 08 de abril de 1904 testemunhou a primeira reunião, que reuniu uma série de indivíduos que estavam impressionados com a ideia e sem surpresa Omar Lotfi Bey. Visaram criar uma organização responsável por recolher os fundos necessários para estabelecer o clube nos arredores do Cairo. A decisão foi a criação do clube, na parte sul da Ilha Zamalek (Nilo). O custo inicial foi pensado para ser 5000 LE, que foi dividido mais de 1 000 ações, 5 LE por ação.
Em 24 de Abril de 1907, os fundadores da comissão realizaram a primeira reunião oficial para os membros do conselho, por volta das 5h30 Michel Anas da casa e organizou algumas outras personalidades como Omar Lotfi Bey.
A primeira reunião concluiu que seria o primeiro presidente Michel Anas, que permaneceu em sua posição até abril. Em 1908, quando o conselho de administração aceitou a sua demissão, porque ele queria regressar ao seu país de origem. Seu substituto foi Aziz Ezzat Paşa Michel Anas que conseguiu tornar-se o segundo presidente na história do clube.
Em 18 de Julho de 1907, os membros reuniram-se e comissão decidiu nomear Saad Zaghlool como o primeiro presidente da comissão. Não se pode esquecer Zaghlool corpo da postura nesse momento quando ele era Ministro da Educação. El-Mukhtar Titch tinha que escolher entre a sua qualificação académica e viajar com a equipa a participar nas Olimpíadas. Saad Zaghlool disse na altura, eu ter sido nomeado como o primeiro presidente de Al-Ahly Sports Club, e quero que os nossos jovens a praticar desporto, pois alimenta a mente, corpo e espírito. Assim, não podemos dar ao luxo de privar o aluno de suas realizações acadêmicas, não podemos negar-lhe o direito de praticar esporte. Por isso eu dou permissão para Mukhtar para viajar com a equipe para Paris, e suas provas serão enviadas para que ele pudesse ter o seu exame no estrangeiro.
Ahly da roupa vermelha é proveniente do Egipto pavilhão, no momento em que era o que é completamente Otomano bandeira vermelha com uma crescente e estrelas no meio. Os jerseys foram listras verticais vermelhas e brancas, em primeira e, em seguida, que foram modificados para jerseys meia vermelha e meias brancas. O logotipo do clube foi decorado com o Rei da coroa no topo, Al-Ahly do nome na parte inferior, e da águia voando no meio. Após a revolução de 1952, a coroa do Rei foi tirada do logotipo.
Os fundadores escolheram o nome Al-Ahly, porque despertou o clube como um egípcio nacionalista clube. É um nome que carrega sentimento familiar, social e sentimento patriótico sentimento. Houve controvérsia sobre se a traduzir o nome para torná-lo Nacional Inglês, mas pensava-se que o Inglês no nome não levaria o mesmo significado que o nome árabe. Al-Ahly clube abriu as portas para a adesão desde o início. O seu custo foi de 3 L.E. por ano para os funcionários públicos para se inscrever para uma adesão, e 5 LE para outras pessoas. Os alunos receberam um tratamento especial, como o clube foi inicialmente criado para eles. A composição de um aluno foi de 6 dinares por mês, 15 para a graduação. Sobre a 17 de dezembro, foi decidido que o clube inauguração será no primeiro de janeiro de 1909. Os formulários foram distribuídos no High School Student Club, outra confirmação de Al-Ahly do forte relacionamento com os alunos desde os primeiros dias.
O clube começou aceitando adesões em 1909, e um lento virar para cima viu 80 membros aderir. O número de membros mantidos até insidiosa, gradualmente, atingindo 310 membros em 1930, depois reduzido para 140 no ano seguinte devido à demolição de Qasr el Nilo ponte que era o único meio de viajar entre as margens do rio.
Em 8 de Janeiro de 1929, Al-Ahly clube foi patrocinado pelo Rei Foad. O presidente Gaafar Wali Paşa recebeu uma carta de um oficial afirmando que o clube vai ser patrocinado pelo rei.
Ao longo dos anos, tem havido um ditado que diz que Al-Ahly é nacional forte nas mentes das pessoas e nos ventiladores e entre as diferentes gerações.
Em 17 de Janeiro de 1956, presidente Gamal Abdel Nasser anunciou a sua aceitação para se tornar o clube presidente honorário em reconhecimento do seu papel na revolução nacional.
Durante a guerra de 1967, todas as atividades desportivas chegaram a um impasse, em especial após a amargura da derrota ensombrado uma nação que nunca tinha entregue antes. O clube começou a ter membros de treinamento militar em 5 de Agosto de 1957.
Ahly do papel de apoio à guerra-rasgadas Egito Em 11 de outubro de 1967, Ahly do senso de dever para com o Egipto foi claramente demonstrado através das seguintes decisões, que foram tomadas pela administração do clube:
O clube desportivo e membros são obrigados a suportar uma formação militar, bem como tomar parte na resistência nacional contra a ocupação israelita. Quem não segue Ahly instruções serão proibidos. É necessário que as mulheres de 20 a 40 anos de enfermagem ter responsabilidades em tal crise. Doações serão recolhidos a partir de membros do clube para apoiar o exército. O clube entrará em contato com funcionários do governo egípcio para organizar o processo.
Como de costume, Ahly cumpriram seu dever nacional durante a guerra no sexto de outubro de 1973, solicitando doação de sangue. A sua procura nunca foi rejeitado como no espaço de 24 horas, 8 000 pessoas estavam dispostos a dar sangue.
Em 14 de outubro, o  Ahly realiza uma reunião em que se tomou as seguintes decisões:
-O envio de uma carta de suporte para o Egipto presidente Mohamed Anwar Al-Sadat e pelo ministro da defesa. A construção de uma comissão para supervisionar a missão de voluntários, e tudo relacionado com a guerra.
Ahly da enorme popularidade definitivamente veio do futebol como os Red Devils equipes sempre foram bem sucedidas em todo o clube de cem anos de história. Ahly futebol da primeira equipe foi formada em 1911, quatro anos após a criação do clube. Os 11 jogadores que representaram esta equipa foram Hussein Fawzi, Ibrahim Othman, Mohamed Bakri, Faeq Soliman, Mohamed Hassan, Hegazi Hussein, Ahmed Foad, Mansour Hussein, Ibrahim Fahmi, Foad Darwish e Abdul-Fattah Taher.
O início foi na década de 1920 e, em seguida, a era dourada surgiu 20 anos depois, quando os egípcios Ahly venceu o campeonato de nove anos consecutivos, um único registro para a Cairo gigantes.
Eles foram o primeiro clube no Egito para ir para a Europa e jogar jogos amistosos lá, começando a viagem em 17 de Junho de 1929 e voltar para casa em setembro sexto.

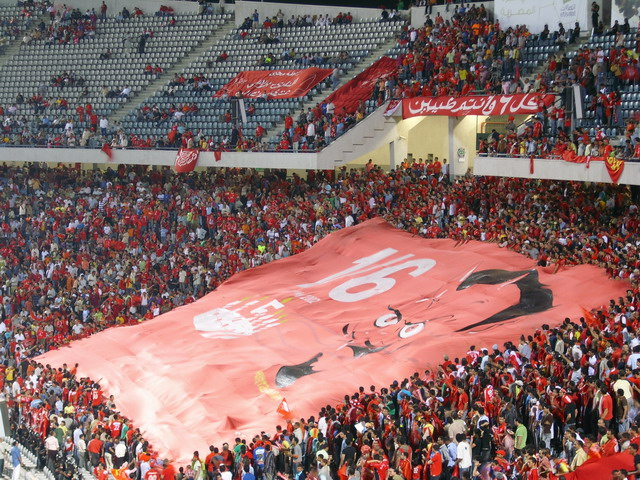
Torcedores do Al Ahly segurando a bandeira da AFC ULtras grande torcida organizada da equipe.

Na Turquia, Fenerbahce thrashed Ahly 6-2, perdeu para Galatasary e do país equipa nacional 1-0 e 2-1, respectivamente. Na Alemanha, atraiu Ahly 2-2 com Leipzig, Munique 1860 derrotou empate 4-3 e 2-2 Tennis Borussia Berlim antes de ser entregue uma derrota 5-3 com a mesma equipe.
Na Bulgária, realizada Ahly Levski Sófia para um 1-1 draw e perdeu 4-1 contra o Slavia Sofia.
Ahly também gozava um glorioso reino durante a década de 1970, sob a orientação da Hungria grande Nandor Hidegkuti.
Ahly Africano da dominação começou na década de 1980 em que venceu a Liga dos Campeões duas vezes em 1982 e 1987, bem como alegando a Copa Cup Winners três vezes sucessivas, em 1984, 1985 e 1986 para preservar o troféu para a vida. A equipe venceu a competição novamente em 1993.
Após um processo de reconstrução no início da década de 1990 que viu várias estrelas como Hani Ramzi, Hossam Hassan, Ibrahim Hassan e Magdi Abdul Ghani-Ahly deixar de ter uma nova aventura na Europa, a equipe sofreu consequências. Eles não atendidas nos respectivos campeonato favorito título para três épocas sucessivas como os novos jogadores faltava experiência para competir ao mais alto nível.
Ahly devolvidas no final dos anos 1990 para ganhar o campeonato por sete temporadas, em uma linha e iniciar uma nova era de total dominação.
A equipe da enorme conquistas não pode ser comparado com qualquer clube no Egito. Ahly detém os registros domésticos, uma vez que venceu a Liga egípcia 39 vezes e 36 vezes a Taça egípcia.
Eles também detêm o recorde Africano Liga dos Campeões da CAF com oito títulos.

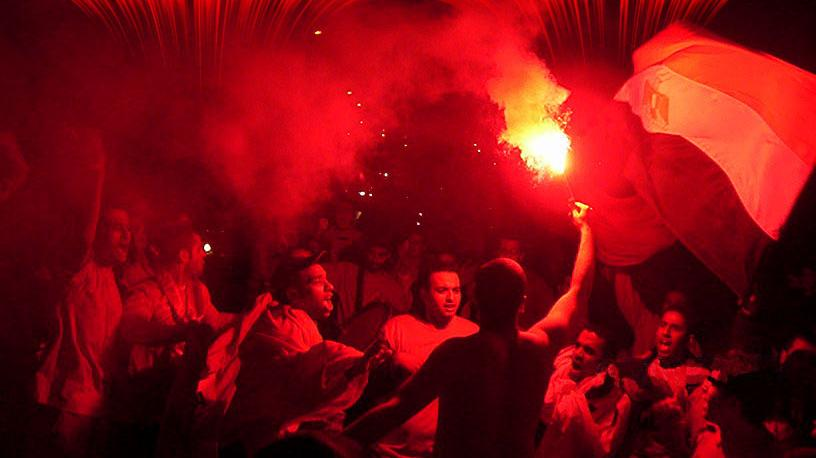
Torcida da Equipe.

Ahly lenda Saleh Selim foi o mais destacado jogador da equipe na década de 1950 e 1960, na medida em que os fãs usado para ligar para ele um dos governantes do Egipto, juntamente com a famosa cantora Om Kolthoum e presidente Gamal Abdul-Nasser. Ele foi um dos poucos jogadores a jogar no estrangeiro, nesse momento, unindo austríaca Graz AK clube e fazer um impacto memorável. Selim voltou para casa, mas logo terminou a sua carreira jogando 1967 na sequência da guerra, o que levou o futebol a ser fosco. No entanto, sua popularidade nunca foi afetado porque ele provou ser um enorme sucesso no domínio da gestão. Ele foi promovido, até que chegou a presidente do banco, com a missão de manter o clube do Código de Ética.
Depois de carimbar o seu nome na história do Ahly, Selim morreu em maio de 2002 na idade de 72.

### Participações noMundial de Clubes
No ano de 2005, o Al Ahly disputou a Copa do Mundo de Clubes da FIFA, realizado no Japão. Na estreia, pelas quartas-de-final do torneio, foi derrotado pelo Al-Ittihad, da Arábia Saudita, por 1–0. Com esse resultado, o time egípcio foi para a disputa de 5º lugar, no qual enfrentou o Sydney FC, da Austrália. Neste jogo, o Al Ahly perdeu por 2–1, placar que deu ao time o 6º e último lugar no campeonato. Em 2006, teve uma nova chance na Copa do Mundo de Clubes novamente disputada no Japão, participando da semifinal e sendo eliminado pelo time do Internacional pelo placar de 2–1. Participou novamente da Copa do Mundo de Clubes da FIFA em 2008, mas foi eliminado nas quartas-de-finais pela equipe mexicana Pachuca. Em 2012, novamente como campeão africano, o Al-Ahly chegou à disputa da Copa do Mundo de Clubes da FIFA. Nas quartas-de-final, o time passou pelo atual campeão japonês, Sanfrecce Hiroshima, por 2–1, mas, após derrota por 1–0, foi eliminado nas semifinais pelo campeão sul-americano, Corinthians, dando, assim, adeus às possibilidades de título. Em 2013, disputou sua quinta participação na Copa do Mundo de Clubes da FIFA, mas acabou sendo eliminado nas quartas-de-finais como em 2005 e 2008, agora para o clube chinês o Guangzhou Evergrande. Na disputa pelo 5º lugar, foi goleado pelo Monterrey por 5–1, acabando em 6º lugar na competição.
Na edição de 2020 realizada no Catar, disputada em fevereiro de 2021 por conta da pandemia de COVID-19, o Al Ahly disputou ao todo três partidas. A primeira partida do clube egípcio foi contra o Lekhwiya, do Catar, vencendo por um 1–0. Nas semifinais, enfrentou o Bayern de Munique, porém foi derrotado pelo time alemão por 2–0. Na disputa pelo terceiro e quarto lugar, venceu o Palmeiras nos pênaltis, terminando a competição em terceiro.
Em 2021, após eliminar o Monterrey do México nas quartas de final, enfrentou novamente o Palmeiras, onde desta vez foi derrotado pelo placar de 2-0.

## Uniformes

### Uniformes atuais
- 1º - Camisa vermelha, calção branco e meias vermelhas;
- 2º - Camisa azul, calção e meias azuis.

| Primeiro Uniforme | Segundo Uniforme |

### Uniformes anteriores
- 2011-12

| Primeiro | Segundo |

- 2010-11

| Primeiro | Segundo |

## Técnicos
| - Gamil Osman - Mahmoud Mokhtar El-Tetch - Labib Mahmoud - Hussein El-Far - Mahmoud El-Gohary - Moustafa Kamel Mansour - Foad Sedki - Ahmed Mekawi - Mohamed Abdou Saleh El-Wahsh - Abdel Aziz Hammami - John McBride - Both - Freitz - Jitcos - Brosicz - Horvatek - Tadicz - Nandor Hidegkuti - Géza Kalocsay | - Foad Shaaban - Mahmoud El-Gohary - Mahmoud El-Sayes - Taha Ismail - Anwar Salama - Shawky AbdelShafy - Allan Harris - Don Revie - Michael Evert - Jeff Buttler - Dietrich Weise - Reiner Hollmann - Rainer Zobel - Hans-Jürgen Dörner - Jo Bonfrere - Fathi Mabrouk - António Oliveira - Manuel José - Hossam El Badry |

## Capitães
Atual capitão: Mohamed El-Shenawy
| - 01- Hussein Hegazi - 02- Ali El-Hassany - 03- Mahmoud El-Tetch - 04- Mohamed Ali Rasmi - 05- Ahmed Soliman - 06- Amin Shoa'air - 07- Moustafa Mansour - 08- Saleh El-Sawwaf - 09- Hussein Madkour - 10- Mohamed El-Guindi - 11- Ahmed Mekawi - 12- Abdel Galil Hemaida - 13- Saleh Selim - 14- Rifaat El-Fanageely - 15- Taha Ismail - 16- Mimi El-Sherbini - 17- Essam Abdel Monem | - 18- Hany Moustafa - 19- Anwar Salama - 20- Hassan Hamdy - 21- Moustafa Younis - 22- Moustafa Abdou - 23- M. El-Khateeb - 24- Thabet El-Batal - 25- Taher Abouzaid - 26- Ahmed Shobair - 27- Osama Orabi - 28- Ibrahim Hassan - 29- Hossam Hassan - 30- Walid Salah El-Din - 31- Hady Khashaba - 32- Sayed Abdel Hafeez - 33- Essam El-Hadary - 34- Shady Mohamed |

## Títulos
| INTERCONTINENTAIS                    | INTERCONTINENTAIS                  | INTERCONTINENTAIS | INTERCONTINENTAIS |
|                                      | Competição                         | Títulos           | Temporadas |
| ------------------------------------ | ---------------------------------- | ----------------- | --- |
|                                      | Copa África-Ásia-Pacífico da FIFA  | 1                 | 2024 |
|                                      | Campeonato Afro-Asiático de Clubes | 1                 | 1988 |
| CONTINENTAIS (COMPETIÇÕES AFRICANAS) |                                    |                   | |
|                                      | Competição                         | Títulos           | Temporadas |
|                                      | Liga dos Campeões da CAF           | 12                | 1982, 1987, 2001, 2005, 2006, 2008, 2012, 2013, 2019-20, 2020-21, 2022-23 e 2023-24 |
|                                      | Copa das Confederações da CAF      | 1                 | 2014 |
|                                      | Recopa da CAF                      | 4                 | 1984, 1985, 1986 e 1993 |
|                                      | Supercopa da CAF                   | 8                 | 2002, 2006, 2007, 2009, 2013, 2014, 2021 e 2022 |
| INTERNACIONAIS (COMPETIÇÕES ÁRABES)  |                                    |                   | |
|                                      | Competição                         | Títulos           | Temporadas |
|                                      | Liga dos Campeões Árabes           | 1                 | 1996 |
|                                      | Recopa Árabe                       | 1                 | 1995 |
|                                      | Supercopa Árabe                    | 2                 | 1997 e 1998 |
| NACIONAIS                            |                                    |                   | |
|                                      | Competição                         | Títulos           | Temporadas |
|                                      | Campeonato Egípcio                 | 45                | 1948-49, 1949-50, 1950-51, 1952-53, 1953-54, 1955-56, 1956-57, 1957-58, 1958-59, 1960-61, 1961-62, 1974-75, 1975-76, 1976-77, 1978-79, 1979-80, 1980-81, 1981-82, 1984-85, 1985-86, 1986-87, 1988-89, 1993-94, 1994-95, 1995-96, 1996-97, 1997-98, 1998-99, 1999-00, 2004-05, 2005-06, 2006-07, 2007-08, 2008-09, 2009-10, 2010-11, 2013-14, 2015-16, 2016-17, 2017-18, 2018-19, 2019-20, 2022-23, 2023-24 e 2024-25 |
|                                      | Copa do Egito                      | 39                | 1923-24, 1924-25, 1926-27, 1927-28, 1929-30, 1930-31, 1936-37, 1939-40, 1941-42, 1942-43, 1944-45, 1945-46, 1946-47, 1948-49, 1949-50, 1950-51, 1952-53, 1955-56, 1957-58, 1960-61, 1965-66, 1977-78, 1980-81, 1982-83, 1983-84, 1984-85, 1988-89, 1990-91, 1991-92, 1992-93, 1995-96, 2000-01, 2002-03, 2005-06, 2006-07, 2016-17, 2019-20, 2023-24                                                                 |
|                                      | Supercopa do Egito                 | 15                | 2003, 2005, 2006, 2007, 2008, 2009, 2011, 2012, 2015, 2016, 2018, 2022, 2023 e 2024 |
|                                      | Copa do Sultão Hussein             | 7                 | 1923, 1925, 1926, 1927, 1929, 1931 e 1938 |
|                                      | Copa da Federação Egípcia          | 1                 | 1990 |
| REGIONAIS                            |                                    |                   | |
|                                      | Competição                         | Títulos           | Temporadas |
|                                      | Liga do Cairo                      | 17                | 1924-25, 1926-27, 1927-28, 1928-29, 1930-31, 1931-32, 1933-34, 1934-35, 1935-36, 1936-37, 1937-38, 1938-39, 1941-42, 1942-43, 1947-48, 1949-50 e 1957-58 |

 Campeão invicto

## Campanhas de destaque
- Copa do Mundo de Clubes da FIFA: 3º lugar - 2006, 2020 e 2023; 4º lugar - 2012 e 2022; 6º lugar - 2005, 2008 e 2013.
- Copa Challenger da FIFA: Vice-campeão - 2024

## Nomeações
- Nomeado pela CAF o Clube Africano do Século;
- Atualmente lidera o ranking da CAF de clubes africanos de todos os tempos.
- É segundo lugar na Lista dos clubes campeões internacionais de futebol.

## Elenco
Atualizado em 24 de maio de 2025.
- : Capitão
- : Lesão